# Сушич, Сафет
Са́фет Су́шич (босн. Safet Sušić; 13 апреля 1955, Завидовичи) — югославский и боснийский футболист и тренер. Один из лучших игроков мира и Европы своего времени, один из лучших игроков в истории югославского футбола. В ноябре 2003 года, к 50-летнему юбилею УЕФА, был объявлен лучшим игроком Боснии и Герцеговины последних 50-ти лет (1954—2003 гг.).

## Клубная карьера
Родился в городке Завидовичи в центральной части Боснии и Герцеговины. Начинал карьеру в местной команде «Кривая». Затем перешёл в клуб «Сараево», где выступал в течение девяти лет. Первый матч на взрослом уровне провёл 3 августа 1973 года, это была игра «Сараево» — «Црвена Звезда». Вскоре стал одним из ведущих игроков сараевского клуба. Наиболее успешным сезоном Сушича в составе ФК «Сараево» стал сезон 1979/80, когда команда, до того более десяти лет не добивавшаяся серьёзных результатов и являвшаяся середняком югославского футбола, заняла второе место в чемпионате страны, и в том была велика заслуга Сушича, лидера команды, ставшим лучшим бомбардиром и лучшим игроком того сезона. В 1982 году Сушич уехал играть во французский «Пари Сен-Жермен», где тоже провёл девять лет. В первом же сезоне в составе парижан он выиграл Кубок Франции; в сезоне 1985/86 стал чемпионом страны, становился также вторым и третьим призёром национального первенства, принял участие во многих розыгрышах еврокубков. Свой последний сезон, 1991/92, он провёл в команде «Ред Стар», являвшейся тогда середняком второго французского дивизиона.

## Выступления за сборную
В 1977—1990 годах выступал за сборную Югославии, провёл в её составе 54 матча, забил 21 гол, был одним из ключевых полузащитников команды. Дебютировал в сборной в матче против венгров 5 октября 1977 г., игра завершилась со счётом 4:3 в пользу венгров, дебютант Сушич забил два гола. Принял участие в двух чемпионатах мира (ЧМ-1982, ЧМ-1990) и в чемпионате Европы 1984 года. На ЧМ-1982 провёл все три игры без замен, на том турнире югославы не вышли из группы. На провальном для югославов (три поражения в трёх матчах) ЧЕ-1984 также отыграл полностью все три матча. Более успешно для команды сложился ЧМ-1990, ставший последним в её истории, на нём югославы дошли до 1/4 финала, где уступили по пенальти действующим на тот момент чемпионам мира и вице-чемпионам того турнира аргентинцам; Сушич, которому тогда уже исполнилось 35 лет, во всех пяти играх выходил в стартовом составе, из них два раза его меняли во втором тайме, а в матче с аутсайдером, командой ОАЭ (счёт 4:1 в пользу югославов), он забил гол, ставший для него последним в играх за сборную. Свой последний матч за югославскую команду Сафет сыграл 14 ноября 1990 года, это был отборочный матч на ЧЕ-1992 против будущих чемпионов этого турнира датчан, выигранный его командой 2:0.

## Тренерская карьера
Завершив игровую карьеру, Сушич стал тренером. На этом поприще особых успехов он не добивался. Тренировал такие клубы, как «Канн», «Аль-Хиляль» (Эр-Рияд) и целый ряд турецких клубов — «Истанбулспор», «Коньяспор», «Анкарагюджю», «Ризеспор» и «Анкараспор», но в каждом из них работал не слишком долго и не выигрывал каких-либо трофеев.
В 2010 году возглавил сборную Боснии и Герцеговины. 15 октября 2013, обыграв сборную Литвы со счётом 1:0, Сафет Сушич впервые в истории страны вывел сборную Боснии и Герцеговины на крупный футбольный турнир — ЧМ-2014. 17 ноября 2014 года, после поражения со счетом 0:3 от сборной Израиля и учитывая общее плохое выступление боснийцев в отборочной группе к Евро-2016, Сафет Сушич был уволен из сборной решением федерации футбола Боснии и Герцеговины.

## Достижения

### Командные
«Сараево»
- Бронзовый призёр чемпионате Югославии: 1979/80

«Пари Сен-Жермен»
- Чемпион Франции: 1985/86
- Обладатель Кубка Франции: 1982/83

### Личные
- Лучший бомбардир (17 голов; вместе с Драголюбом Костичем) и лучший игрок Югославии: 1979/80
- Лучший легионер чемпионата Франции: 1982/83
- Лучший игрок Боснии и Герцеговины за период 1954—2003 гг.

### Тренерские
- Обладатель Суперкубка Турции: 2018

## Семья
У Сафета Сушича есть брат Сеад и племянник Тино-Свен, сын Сеада.